# Andreas Flinch
Andreas Christian Ferdinand Flinch (3. februar 1813 i København – 16. august 1872) var en dansk xylograf. Hans forældre var klejnsmedemester Johan Flinch og Marie Elisabeth født Rostrup.
Flinch var først i guldsmedelære hos J.B. Dalhoff, men da han følte sig dragen til kunsten og lagde sig efter at gravere, overlod faren ham ganske til sig selv. Han besøgte Kunstakademiet (1832-38), og støttet af en del samtidige unge kunstnere (J.Th. Lundbye, P.C. Skovgaard og Lorenz Frølich) lagde han sig efter træskærerkunsten. Efter med Den Reiersenske Fonds understøttelse at have været udenlands (1837-38) nedsatte han sig 1840 som xylograf i København og fremmede nu som den første i sin kunst interessen for denne ved udgivelsen af en række mindre bøger, udstyrede med træsnit. Særlig udgav han fra 1842 til sin død (1842-46 sammen med F. Frølund) en almanak, Flinchs Almanak, der fik en endog meget betydelig udbredelse og til sidst blev trykt i et oplag af hen ved 100000 Eksemplarer (1863 endog 114000). Flinch spiller en rolle i bevægelsen her hjemme hen imod frembringelsen af billige illustrationer; det af ham udviklede træsnit fortrængte det tidligere almindelig brugte kobberstik, og igennem sine elever (Bigandt, Dahl, Henneberg, Axel Kittendorff, Rothweiler m.fl.) skabte han en række dygtige xylografer. – 1838 havde han ægtet Marie Sophie Kaufmann, datter af urtekræmmer Peter Kaufmann og Anna Johanne Marie født Hammerich, (15. februar 1811 – 25. december 1887).